# سوران (خواننده)
سوران (به انگلیسی: Suran) با نام اصلی شین سو-ران (به انگلیسی: Shin Su-ran)(زاده ۱۵ ژوئیهٔ ۱۹۸۶)خواننده اهل کره جنوبی است.